# Theodor Ostermann
Theodor Ostermann (* 9. März 1894 in Rosenheim; † 29. Mai 1968 in München) war ein deutscher Bibliothekar.

## Wirken
Theodor Ostermann legte seine Reifeprüfung am Gymnasium in Rosenheim ab und studierte dann neuere Sprachen, vor allem Romanistik an der Universität München. Seit dem Studium war er Mitglied der Studentenverbindung Akademischer Gesangverein München im SV. Nach dem Kriegsdienst im Ersten Weltkrieg legte er 1920 das Staatsexamen an der Universität München ab und promovierte dort 1923 im Fach Romanistik über „Die Ästhetik Baudelaires“. Als Bibliotheksreferendar an der Bayerischen Staatsbibliothek trat er 1921 in die Ausbildung für den höheren Bibliotheksdienst ein und legte die Fachprüfung hierfür 1923 ab. Nach weiterer beruflicher Tätigkeit in der Bayerischen Staatsbibliothek wechselte er 1926 an die Universitätsbibliothek München. Von 1952 bis 1959 war er als Nachfolger von Walter Plöbst Direktor dieser Bibliothek. 
In seinen Veröffentlichungen beschäftigte sich Ostermann vor allem mit Dante.

## Schriften
- Dante in Deutschland. Bibliographie der deutschen Dante-Literatur 1416–1927 (= Sammlung romanischer Elementar- und Handbücher, 2. Reihe, Bd. 8). Winter, Heidelberg 1929.
- Die moderne Ästhetik und Dantes Göttliche Komödie. In: Preußische Jahrbücher, Bd. 221 (1930), H. 2, S. 147–161.
- Bibliographie der deutschen Dante-Literatur 1928–1930. In: Deutsches Dante-Jahrbuch, Bd. 17 (1935), S. 102–186.
- Amerikanische Bibliotheken. Erlebnisse und Eindrücke einer Studienreise. In: Nachrichten für wissenschaftliche Bibliotheken, Bd. 4 (1951), S. 221–238.
- Bibliographie der Schriften Karl Vosslers 1897–1951. Verlag der Bayerischen Akademie der Wissenschaften, München 1951.
- Zur neueren und neuesten Dante-Deutung. Eine bibliographisch-literarische Überschau. In: Romanistisches Jahrbuch, Bd. 4 (1951), S. 160–182.
- Dante in Germania e nei paesi di lingua tedesca 1922–64. In: Vittore Branca (Hrsg.): Dante nel mondo. Olschki, Firenze 1965, S. 183–227.
- Die deutsche Danteforschung zwischen dem Dantejubiläen 1921 und 1965. In: Mitteilungsblatt der Deutschen Dante-Gesellschaft, Jg. 1965, S. 3–28.